# S. A. Cosby
S. A. Cosby (Gloucester, Virginia) es un escritor norteamericano de novela policíaca. Se crio en una familia humilde en un pueblo costero de Virginia. Mientras trabajaba en diversos empleos, empezó a escribir ficción y, gracias a un amigo suyo, conoció a un agente literario que le permitió publicar su primer libro: My Darkest Prayer. S. A. Cosby se ha convertido en una de las figuras del southern noir más relevantes del momento.[cita requerida] Sus obras han recibido múltiples premios y han sido aclamadas por la crítica y los lectores.[cita requerida]

## Obras
- My Darkest Prayer (2019)
- Maldito Asfalto (Blacktop Wasteland, 2020). Publicado en España y Latinoamérica por el sello Motus de Trini Vergara Ediciones.
- Lágrimas como navajas (Razorblade Tears, 2021). Publicado en España y Latinoamérica por el sello Motus de Trini Vergara Ediciones.

## Premios y reconocimientos
- Los Angeles Times Book Prize (2020) por Maldito Asfalto.[1]
- Libro más notable del año según el The New York Times (2020) por Maldito Asfalto.[2]
- Anthony Award (2020) por Maldito Asfalto.[3]
- Premio Barry a la mejor novela (2021) por Maldito asfalto. [4]
- Anthony Award (2022) por Lágrimas como navajas.[5]
- Premio Barry a la mejor novela (2022) por Lágrimas como navajas. [4]
- Dashiell Hammett Prize (2022) por Lágrimas como navajas.[6]